# ダスコ・ゴイコヴィッチ
ダスコ・ゴイコヴィッチ（Duško Gojković、セルビア語キリル・アルファベット: Душко Гојковић、英語: Dusko Goykovich、1931年10月14日 - 2023年4月5日）は、セルビアのジャズ・トランペット奏者、作曲家、編曲家。

## 略歴
ゴイコヴィッチはヤイツェ（旧ユーゴスラビア王国、現在はボスニア・ヘルツェゴビナ）で生まれた。1948年から1953年までベオグラード音楽アカデミーで学ぶ。ディキシーランド・バンドの数々でトランペットを演奏し、18歳のときにラジオ・ベオグラードのビッグバンドに参加。西ドイツに移り、フランクフルト・オール・スターズのメンバーとして自身最初のアルバムを録音した。続く4年間は、クルト・エーデルハーゲンのオーケストラでメンバーとして過ごした。
ここから数年、彼はチェット・ベイカー、スタン・ゲッツ、オスカー・ペティフォードと共演した。1958年のニューポート・ジャズ・フェスティバルに出演し、大西洋の両側で多くの注目を集めることとなる。1961年、ゴイコヴィッチはバークリー音楽大学に通うための奨学金を受け取り、そこでハーブ・ポメロイに師事した。
1966年にはエッカート・ラーンによってプロデュースされた彼のアルバム『スインギン・マケドニア』を録音した。アルバムにはバルカン半島の音楽に触発されたオリジナル曲が含まれていた。その後の数年間、彼はマイルス・デイヴィス、ディジー・ガレスピー、ジェリー・マリガン、ソニー・ロリンズ、デューク・ジョーダン、スライド・ハンプトンと共演した。
1968年から1973年までは、ケニー・クラーク＝フランシー・ボラン・ビッグ・バンドに加わり演奏した。
1986年には別のオーケストラを結成。次のアルバムは、『ソウル・コネクション』（1994年）、『ビバップ・シティ』、『バルカン・ブルー』（1997年）、『イン・マイ・ドリームス』（2001年）、『サンバ・ド・マー』（2003年）、『サンバ・チガーネ』（2006年）であった。2004年にセルビアの州昇格200周年を祝いパフォーマンスを行った。その際、彼はオール・スターのビッグバンドで演奏している。2年間、ゴイコヴィッチはベオグラードにあるセルビア共和国の州議会議事堂にてグランド・コンサートを開催し75歳の誕生日を祝った。
『ザ・ブランデンブルグ・コンサート – ダスコ・ゴイコヴィッチ・ウィズ・ストリングス』は、2013年にドイツのブランデンブルク劇場で開催され、ブランデンブルク管弦楽団をバックにゴイコヴィッチが生演奏を披露した。同じ年に録音され、マーティン・ヤコノフスキーをフィーチャーした、ダスコ・ゴイコヴィッチ&ビッグ・ベンド・RTS名義のアルバム『ラテン・ヘイズ』は、2014年にセルビアのPGP RTSからリリースされたが、1年後のドイツ・Enja盤はカバーが異なり、1曲少ない。
2023年4月5日、ゴイコヴィッチは91歳で亡くなった。

## ディスコグラフィ

### リーダー・アルバム
- 『スインギン・マケドニア』 - Swinging Macedonia (1966年)
- 『ベオグラード・ブルース』 - Belgrade Blues (1967年)
- 『アズ・シンプル・アズ・イット・イズ』 - As Simple as It Is (1970年、MPS)
- 『アフター・アワーズ』 - After Hours (1971年、Enja)
- It's About Blues Time (1971年)
- 『テン・トゥー・ツー・ブルース』 - Ten to Two Blues (1971年)
- Slavic Mood (1974年)
- Wunderhorn (1977年)
- 『トランペッツ&リズム・ユニット』 - Trumpets & Rhythm Unit (1979年)
- 『ブルース・イン・ザ・ガター』 - Blues in the Gutter (1983年)
- 『ア・デイ・イン・オランダ』 - A Day in Holland (1983年、Nilva) ※with アルヴィン・クイーン
- Adio-Easy Listening Music (1983年、PGP RTB)
- 『スナップ・ショット』 - Snap Shot (1983年)
- 『セレブレーション』 - Celebration (1987年、DIW)
- 『ソウル・コネクション』 - Soul Connection (1994年、Enja)
- 『ビバップ・シティ』 - Bebop City (1995年、Enja)
- 『バルカン・コネクション』 - Balkan Connection (1996年、Enja)
- 『グッド・オールド・デイズ』 - Good Old Days (1996年、King)
- 『バルカン・ブルー』 - Balkan Blue (1997年)
- 『ミュンヘン・セレナーデ』 - Munich Serenade (1997年、King)
- 『ラウンド・ミッドナイト』 - 'Round Midnight - Live at Lexington Hall (1998年、King)
- 『ヨーロッパ夢紀行』 - European Dream (1999年、King)
- 『ゴールデン・イヤリング』 - Golden Earrings (1999年、King)
- 『ポートレイト』 - Portrait (2001年)
- 『イン・マイ・ドリームス』 - In My Dreams (2001年、Enja)
- 『ファイヴ・ホーンズ・アンド・リズム』 - 5 Horns and Rhythm (2002年、Enja)
- East of Montenegro (2003年) ※1975年録音
- 『サンバ・ド・マー』 - Samba Do Mar (2003年) ※旧邦題『ユーロ・サンバ』
- 『ア・ハンドフル・オブ・ソウル』 - A Handful o' Soul (2005年、Enja)
- 『サンバ・チガーネ』 - Samba Tzigane (2006年、Enja)
- Summit Octet: 5ive Horns & Rhythm (2010年)
- Tight But Loose (2011年) ※with スコット・ハミルトン
- 『ザ・ブランデンブルグ・コンサート』 - The Brandenburg Concert (2013年)
- 『ラテン・ヘイズ』 - Latin Haze (2014年)
- Second Time Around (2015年) ※with スコット・ハミルトン
- 『リ・バップ』 - Re:Bop (2017年)
- 『スケッチ・オブ・ユーゴスラヴィア』 - Sketches of Jugoslavia (2019年)

### 参加アルバム
ケニー・クラーク＝フランシー・ボラン・ビッグ・バンド
- Swing, Waltz, Swing (1966年、Philips)
- 『オール・ブルース』 - All Blues (1969年、MPS)
- 『モア・スマイルズ』 - More Smiles (1969年、MPS)
- 『ラテン・カレイドスコープ』 - Latin Kaleidoscope (1969年、MPS)
- 『フェイセス』 - Faces (1969年、MPS) ※『17 Men and Their Music』再発盤
- 『フェリーニ712』 - Fellini 712 (1969年、MPS)
- 『オフ・リミッツ』 - Off Limits (1971年、Polydor)
- 『ノーヴェンバー・ガール』 - November Girl (1975年、Black Lion) ※with カーメン・マクレエ

メイナード・ファーガソン
- The New Sounds of Maynard Ferguson and His Orchestra (1964年)

ウディ・ハーマン
- Live in Antibes, 1965 (1965年)
- 『ウディーズ・ウィナーズ』 - Woody's Winners (1965年)
- Jazz Hoot (1965年)
- 『ライブ・イースト&ウエスト』 - Woody Live East and West (1965年)
- My Kind of Broadway (1965年)

Dušan Prelević
- U redu, pobedio sam (1991年、RTB)

オスカー・ペティフォード
- Lost Tapes: Baden-Baden 1958–1959

アルヴィン・クイーン
- 『アシャンティ』 - Ashanti (1981年、Nilva)

Sarajevo Big Band and Sinan Alimanović
- Najveći koncert u gradu (2000年)